# Colomerus vitis
Colomerus vitis (Pagenstecher, 1857), também conhecido por Eriophyes vitis, é uma espécie de ácaro da família Eriophyidae, que provoca a erinose da videira (deformação das folhas).